# 譙思
譙思（1506年—？年），字叔通，四川順慶府南充縣人，軍籍。

## 生平
七月初九日生，行四，治《易經》，由國子生中式嘉靖四年（1525年）乙酉科四川鄉試第三十一名舉人，年四十五歲中式嘉靖二十九年（1550年）庚戌科會試第二百八十四名，第三甲第五十名進士。大理寺觀政，授真定府推官。

## 家族
曾祖譙林；祖譙應隆；父譙珠，典史；前母黃氏；黃氏。永感下，妻王氏，兄忠（知縣）；恕；懋（通判），弟愈。